# Théâtre d'Asie du Sud-Est de la Seconde Guerre mondiale
Guerre du Pacifique de la Seconde Guerre mondiale
Batailles
Batailles et opérations de la guerre du Pacifique

Japon :
- Raid de Doolittle
- Bombardements stratégiques sur le Japon (Tokyo
- Yokosuka
- Kure
- Hiroshima et Nagasaki)
- Raids aériens japonais des îles Mariannes
- Campagne des archipels Ogasawara et Ryūkyū
- Opération Famine
- Bombardements navals alliés sur le Japon
- Baie de Sagami
- Invasion de Sakhaline
- Invasion des îles Kouriles
- Opération Downfall
- Reddition du Japon

Pacifique central :
- Pearl Harbor
- Guam (1941)
- Wake
- Raid sur les îles Gilbert et Marshall
- Opération K
- Midway
- Opération RY
- Campagne des îles Gilbert et Marshall
- Campagne des îles Mariannes et Palaos
- Campagne des archipels Ogasawara et Ryūkyū
- Opération Inmate

Pacifique du sud-ouest :
- Nauru
- Invasion des Philippines (1941-42)
- Invasion des Indes orientales néerlandaises
- Opérations de l'Axe dans les eaux australiennes
- Raids aériens japonais sur l'Australie (1942-43)
- Opération Ke
- Campagne des îles Salomon
- Campagne de Nouvelle-Guinée
- Campagne des Philippines
- Campagne de Bornéo (1945)

Asie du sud-est :
- Invasion de l'Indochine (1940)
- Océan Indien (1940-45)
- Guerre franco-thaïlandaise
- Invasion de la Thaïlande
- Campagne de Malaisie
- Hong Kong
- Singapour
- Campagne de Birmanie
- Opération Kita
- Indochine (1945)
- Détroit de Malacca
- Opération Jurist
- Opération Tiderace
- Opération Zipper
- Bombardements stratégiques (1944-45)

Guerre sino-japonaise
Front d'Europe de l’Ouest
Front d'Europe de l’Est
Bataille de l'Atlantique
Campagnes d'Afrique, du Moyen-Orient et de Méditerranée
Théâtre américain
Le théâtre d'Asie du Sud-Est de la Seconde Guerre mondiale est le nom donné aux campagnes de la guerre du Pacifique sur les territoires Birman, Sri-Lankais, Indien, Thaïlandais, Philippin, Indochinois, Malaisien et Singapourien.
Le conflit débute dans cette zone lorsque l'empire du Japon envahit l'Indochine française en septembre 1940, atteignant un niveau supérieur après le raid sur Pearl Harbor et les attaques simultanées contre Hong Kong, les Philippines, la Thaïlande, Singapour et la Malaisie les 7 et 8 décembre 1941. Le débarquement principal à Songkhla, sur le côté est de l'isthme de Kra, précéda le bombardement de Pearl Harbor de plusieurs heures. Les dernières actions de ce théâtre militaire se déroulèrent jusqu'au 9 septembre 1945.

## Premiers succès japonais

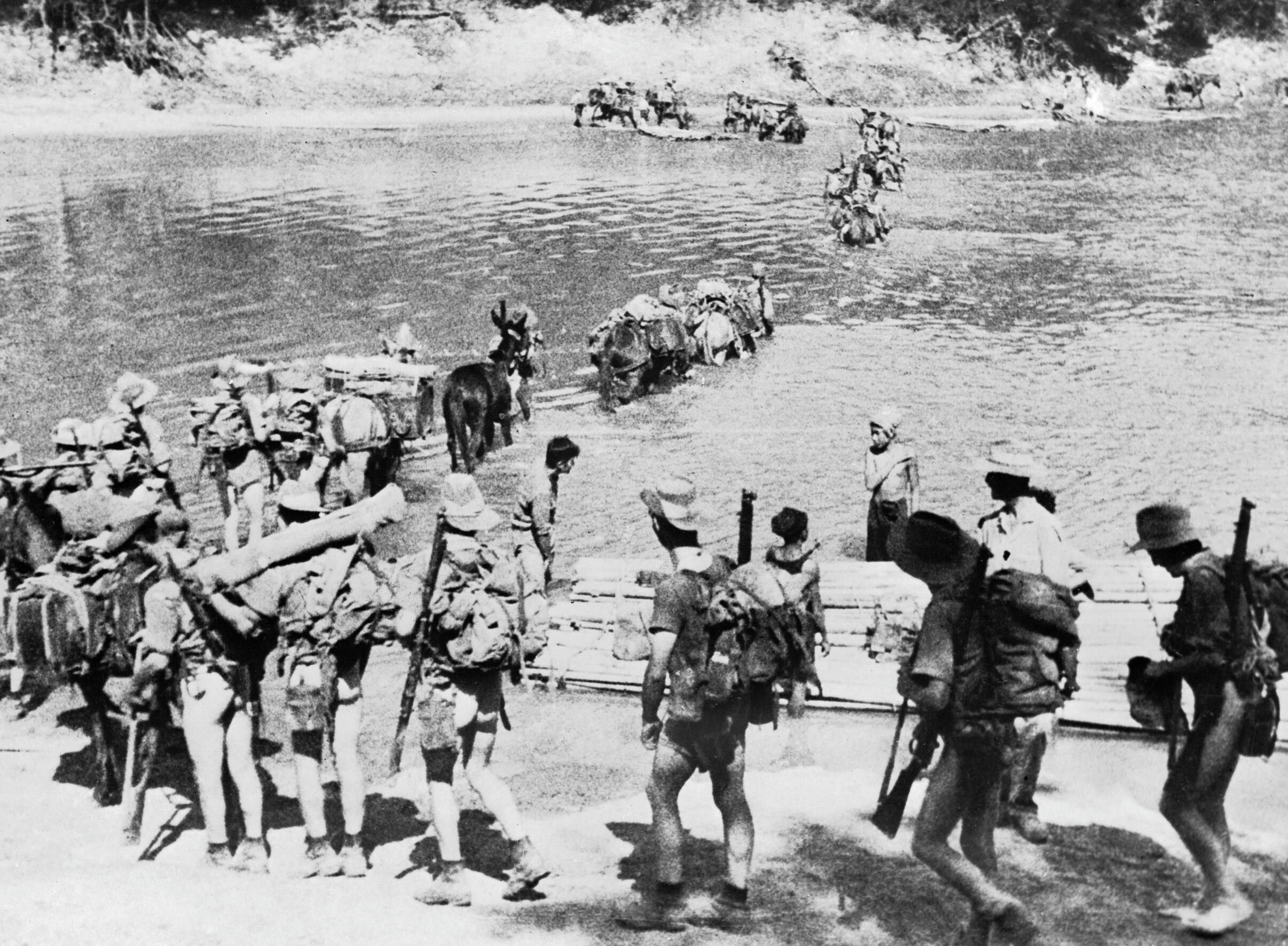
Une colonne Chindit traversant une rivière en Birmanie, 1943

Les Alliés ont subi de nombreuses défaites au cours de la première moitié de la guerre. Deux grands navires de guerre britanniques, le HMS Repulse et HMS Prince of Wales ont été coulés par une attaque aérienne japonaise au large de la Malaisie le 10 décembre 1941. À la suite de l'invasion, le gouvernement thaïlandais s'est officiellement allié au Japon le 21 décembre. Le Japon a envahi Hong Kong lors de la bataille de Hong Kong le 8 décembre, pour aboutir à sa reddition le 25 décembre. Le mois de janvier vit les invasions de la Birmanie et des Indes néerlandaises et la capture de Manille et de Kuala Lumpur.

### Malaisie et Singapour
Les forces japonaises ont rencontré une forte résistance de la part du IIIe corps de l'armée indienne, de la 8e division australienne et des unités britanniques pendant la bataille de Malaisie, mais la supériorité du Japon en puissance aérienne, en chars et en tactiques d'infanterie repoussa les unités alliées. Après avoir été chassées de la Malaisie à la fin de janvier 1942, les forces alliées à Singapour, sous le commandement du lieutenant-général Arthur Percival, se rendirent aux Japonais le 15 février 1942 ; environ 130 000 soldats alliés furent faits prisonniers de guerre. La chute de Singapour fut la plus grande capitulation de l'histoire militaire britannique.

### Raids japonais dans l'océan Indien
Le raid japonais dans l'océan Indien est une opération aéronavale japonaise du 31 mars au 10 avril 1942 contre la navigation et les bases alliées dans l'océan Indien. Après la destruction des forces ABDACOM lors des batailles autour de Java en février et mars, les Japonais rejoignent l'océan Indien pour y détruire la flotte britannique et soutenir l'invasion de la Birmanie. Partiellement réussi, le raid ne parvient pas à détruire la puissance navale alliée dans l'océan Indien, mais oblige la flotte britannique à quitter leur base de Ceylan pour Kilindini, près de Mombasa, au Kenya. Leur ancrages de flotte plus avancés ne purent être protégés de manière adéquate contre les attaques japonaises. La flotte de l'océan Indien fut ensuite progressivement réduite à un peu plus qu'une force d'escorte de convoi, car d'autres engagements exigeaient des navires plus puissants. À partir de mai 1942, elle fut employée pour de l'invasion de Madagascar — une opération visant à contrecarrer toute tentative du Japon d'utiliser des bases sur le territoire contrôlé par les forces françaises vichystes.
En 1942, la ville de Madras a été attaquée par un Mitsubishi Rufe (la version hydravion du Zero) opérant à partir du porte-avions Ryūjō, qui largua une seule bombe près du fort de St. George. Les dommages physiques étant négligeables, la panique de la population fut considérable, la ville étant évacuée en raison des craintes de bombardements et d'invasions japonaises ultérieures.
Toujours en 1942 en préparation d'une éventuelle invasion japonaise de l'Inde, les Britanniques rénovèrent la route Kodaikanal-Munnar pour faciliter son utilisation comme voie d'évacuation. Les routes existantes furent ensuite prolongées jusqu'à Munnar et Cochin, où les navires britanniques furent déployés en vue d'une évacuation de l'Inde,.

### Occupation japonaise des îles Andaman et Nicobar
Les îles Andaman et Nicobar (8 293 km2 sur 139 îles) sont un groupe d'îles situées dans le golfe du Bengale à environ 780 miles de Calcutta. Le 23 mars 1942, une force d'invasion japonaise s'empare des îles et les occupe jusqu'à la fin de la guerre.
Le 29 décembre 1943, le contrôle politique de l'archipel a été passé au gouvernement provisoire de l'Inde libre de Subhas Chandra Bose (en hindi Arzi Hukumat-e-Azad Hind). Bose est venu à Port Blair pour hisser le drapeau tricolore de l'armée nationale indienne. Après le départ de Bose les Japonais ont conservé le contrôle réel des îles Andaman, la souveraineté de l’Arzi Hukumat-e-Azad Hind restant largement fictive. Les îles elles-mêmes ont été renommées « Shaheed » et « Swaraj », signifiant respectivement « martyr » et « autonomie ». Bose a nommé le général A. D. Loganathan (en) gouverneur de l'archipel et s'est peu impliqué dans l'administration du territoire.

## Campagne de Birmanie
- Retraite du Corps Birman
- Formation de la 14e armée britannique (l'« armée oubliée »)
- Campagne d'Arakan (1942–1943)
- Attaque japonaise contre l'Inde
- Contre-offensives alliées 
  - Route vers Rangoun
  - Le brigadier Orde Charles Wingate et les Chindits

### Forces américaines sur lethéâtre CBI
- Northern Combat Area Command (NCAC)
- Flying Tigers
- 14e Force aérienne
- 10e Force aérienne
- 20e Force aérienne (opération Matterhorn)
- Pont aérien logistique allié de l'Inde vers la Chine au-dessus de « The Hump »
- Route de Ledo
- Merrill's Marauders

L'un des efforts logistiques majeurs de la guerre a été de « survoler The Hunt » au-dessus de l'Himalaya et de construire la route de Ledo de l'Inde à la Chine en remplacement de la route de Birmanie.

## Guerre aérienne en Asie du Sud-Est
- Far East Air Force
- RAF Third Tactical Air Force
- Bombardement de l'Asie du Sud-Est

Honneurs de bataille de la RAF : 
- CEYLAN 1942

Qualification : décerné pour des opérations contre des avions et des unités navales japonaises par des escadrons basés à Ceylan lors des attaques japonaises d'avril 1942.
- BURMA 1944–1945

Qualification : décerné pour les opérations durant l'avance de la 14e armée d'Imphāl à Rangoun, les assauts amphibies côtiers et la bataille de Pegu Yoma, août 1944 à août 1945.

## Campagnes navales dans l'océan Indien 1942-1945
Les premiers succès ont été remportés par la pose de mines et la guerre sous-marine. La capacité japonaise de dragage des mines n'a jamais été pleinement opérationnelle et, confrontée à de nouveaux types de mines, elle ne s'est pas adaptée rapidement. Le transport maritime japonais a été chassé de la côte birmane en utilisant ce type de guerre. Des sous-marins britanniques basés à Ceylan britannique opéraient contre les navires japonais.
Ce n'est qu'après la fin de la guerre en Europe que de grandes forces britanniques ont été de nouveau envoyées dans l'océan Indien. Après la neutralisation de la flotte allemande à la fin de 1943 et au début de 1944, les forces de la Home Fleet ont été libérées, et le succès de l'opération Overlord en juin a permis d'envoyer encore plus d'embarcations, y compris de précieux navires d'assaut amphibie.
À la fin de 1944, alors que plusieurs de porte-avions britanniques rejoignent la région, une série de frappes sont lancées contre des cibles pétrolières à Sumatra, telles que l'opération Meridian. L'USS Saratoga est déployé pour la première attaque, menée par les États-Unis. Les installations pétrolières ont été lourdement endommagées par les attentats, aggravant les pénuries de carburant japonais dues au blocus américain. L'attaque finale se déroula lorsque les porte-avions rejoignirent Sydney pour créer la flotte du Pacifique britannique.
Après le départ des principales forces de combat, seuls quelques porte-avions d'escorte et cuirassés plus anciens furent laissés dans l'océan Indien en tant que pilier des forces navales de la région. Néanmoins, au cours cette période, d'importantes opérations ont été lancées lors de la reprise de la Birmanie, notamment des débarquements sur Ramree et Akyab, et près de Rangoun.

## Structures de commandement

### Structure de commandement alliée
Au début de la guerre, les Britanniques avaient deux commandements responsables des possessions sur le théâtre. Le Commandement de l'Inde (India Command) sous le commandement du général Archibald Wavell, commandant en chef (CinC) de l'armée de l'Inde et du commandement de l'Extrême-Orient (British Far East Command (en)), d'abord sous le commandement du maréchal de l'Air Robert Brooke-Popham, puis à partir du 23 décembre 1941 sous le commandement du lieutenant-général Henry Royds Pownall (en).
Le Commandement de l'Inde était responsable de l'Inde britannique, de Ceylan britannique et, pour une partie du temps, de la Birmanie. Le Commandement d'Extrême-Orient, basé à Singapour, fut responsable des territoires hongkongais, malaisien, singapourien et d'autres possessions britanniques d'Extrême-Orient, y compris, pour une partie du temps, de la Birmanie.
Un mois après le début de la guerre avec le Japon le 7 décembre 1941, les gouvernements alliés ont nommé conjointement le commandant en chef britannique (CinC) de l'armée de l'Inde, le général Archibald Wavell, commandant suprême des forces alliées des forces American-British-Dutch-Australian (ABDA) en Asie du Sud-Est et dans le Pacifique, de la Birmanie aux Indes néerlandaises.
Cependant, les progrès réalisés par les Japonais au cours du mois suivant ont divisé les forces de ABDA en deux. Après avoir transféré les forces en Birmanie à l'India Command le 25 février 1942, Wavell démissionna de son poste du commandant de ABDA et reprit son poste CinC de l'armée de l'Inde. La responsabilité de la South West Pacific Area passa au général américain Douglas MacArthur tant que « commandant suprême des forces alliées du sud-ouest du Pacifique ».
De février 1942 à novembre 1943, l'India Command était responsable du théâtre du Sud-Est asiatique. Le général Wavell est nommé vice-roi des Indes et le général Claude Auchinleck devient commandant en chef du commandement de l'Inde le 20 juin 1943. En août 1943, les Alliés ont formé un nouveau commandement du Sud-Est asiatique pour prendre en charge les responsabilités stratégiques du théâtre.
La réorganisation du commandement du théâtre a duré environ deux mois. Le 4 octobre, Winston Churchill nomma l'amiral Lord Louis Mountbatten commandant suprême des forces alliées du South East Asia Command (SEAC). Le général américain Joseph Stilwell a été le premier commandant suprême adjoint des Alliés. Le 15 novembre, Auchinleck remit à Mountbatten la responsabilité de la conduite des opérations contre les Japonais.
La zone opérationnelle initiale des forces terrestres pour le SEAC comprenait l'Inde, la Birmanie, le Ceylan britannique et la Malaisie. Des opérations ont également été lancées à Sumatra, en Thaïlande et en Indochine française (Vietnam, Cambodge et Laos) occupés par les Japonais.
Initialement, le SEAC commandait : 
- British Eastern Fleet (basé à Ceylan)
- 11e groupe d'armées (forces terrestres du Commonwealth ; quartier général à New Delhi)
- Air HQ India (New Delhi)
- Théâtre des opérations de Chine-Birmanie-Inde (CBI), (forces américaines opérant sur zone ; siège à New Delhi).

En octobre 1944, le CBI est scindé en deux : Théâtre des Forces américaines en Chine (USFCT) et Théâtre Inde-Birmanie (USFIBT).
Le 12 novembre 1944, le 11e groupe d'armées, redésigné par les forces terrestres alliées de l'Asie du Sud-Est (ALFSEA) combinant les forces du Commonwealth et des États-Unis, établirent leur quartier-général à Kandy. Le 1er décembre, le siège d'ALFSEA déménagea à Barrackpore (en), en Inde.
Le 15 août 1945, la responsabilité du reste des Indes néerlandaises a été transférée de la South West Pacific Area à la South East Asia Command.
La SEAC fut dissoute le 30 novembre 1946.

#### 11egroupe d'armées
Le 11e groupe d'armée britannique (novembre 1943 - 12 novembre 1944) fut sur papier la principale force militaire du Commonwealth en Asie du Sud-Est dirigeant : 
- 14e armée britannique
- Ceylon Defence Force (en)
- Northern Combat Area Command sous le commandement de Joseph Stilwell.

Le 12 novembre 1944, le 11e groupe d'armées est rebaptisé Forces terrestres alliées d'Asie du Sud-Est, toujours sous dénomination SEAC, estimant qu'un commandement interallié valait mieux qu'un quartier général purement britannique. Les problèmes de commandement avec le général Stilwell et ses interactions avec les Joint Chiefs of Staff américains précipitèrent ce changement.

### Structure de commandement japonaise
L'Unité de l'armée japonaise contrôlant toutes les unités terrestres et aériennes de l'armée en Asie du Sud-Est et dans le Pacifique Sud-Ouest était le Groupe d'armées expéditionnaire japonais du Sud basée à Saigon, en Indochine, commandé par le général Hisaichi Terauchi de 1941 à 1945. Les Japonais ont également déployé la South Seas Force, une force combinée de personnel de l'armée et des Forces navales spéciales de débarquement. Les principaux commandements sur le terrain de l'armée du Sud étaient les 14e, 15e, 16e et 25e armée. Ceux-ci se composaient de 11 divisions d'infanterie, de six brigades d'infanterie indépendantes et de six régiments de chars, ainsi que de l'artillerie et des troupes de soutien. Les Japonais ont largement utilisé l'infanterie cycliste, leur permettant ainsi de se déplacer rapidement sur de grandes distances.